# The Lion Sleeps Tonight
A The Lion Sleeps Tonight, vagy: Wimba Way, illetve Wimoweh egy népszerű, örökzölddé vált dal.
Az 1920-as években írta a délafrikai Solomon Linda és a The Evening Birds énekegyüttessel adta elő zulu nyelven. 1939-ben vették lemezre Johannesburgban.
A dal eredeti címe Mbube volt, ami zulu nyelven oroszlánt jelent.
Nemzetközileg a dalt az 1950-es években fedezték fel. Előadta a The Weavers, Pete Seeger, Jimmy Dorsey, Yma Sumac, Miriam Makeba, és a The Kingston Trio is. 1961-ben listavezető lett az Egyesült Államokban a The Tokens együttes előadásában. 15 millió dollárt kerestek csak az eladott jogokon.
Solomon Linda örökösei pert indítottak, amikor az 1990-es évek közepén az Ace Ventura filmek és a Az Oroszlánkirály, tévésorozatok, és musical is használták a dalt, aminek az idők folyamán tulajdonképpen csak a címe változott.

## Közismert felvételek

### Mbube
- 1939 Solomon Linda and The Evening Birds
- 1960 Miriam Makeba
- 1988 Ladysmith Black Mambazo, a Coming to America c. film főcímdala
- 1994 Ladysmith Black Mambazo

### Wimoweh
- 1952: The Weavers
- 1952: Jimmy Dorsey
- 1952: Yma Sumac
- 1957: The Weavers
- 1959: The Kingston Trio
- 1961: Karl Denver Trio
- 1962: Bert Kaempfert
- 1993: Nanci Griffith
- 1994: Roger Whittaker
- 1999: Desmond Dekker

### The Lion Sleeps Tonight
- 1961: The Tokens; YouTube
- 1962: Henri Salvador: Le lion est mort ce soir
- 1965: The New Christy Minstrels
- 1971: Eric Donaldson
- 1972: Robert John
- 1972: David Newman
- 1974: Ras Michael
- 1975: Brian Eno
- 1982: The Nylons
- 1982: Tight Fit
- 1989: Sandra Bernhard
- 1994: Ladysmith Black Mambazo
- 1997: ’N Sync